# آلفردو روتا
آلفردو روتا (ایتالیایی: Alfredo Rota؛ زادهٔ ۲۱ ژوئیهٔ ۱۹۷۵) شمشیرباز اهل ایتالیا است.
وی در مسابقات کشوری و بین‌المللی در مجموع برندهٔ ۱ مدال طلا، ۱ مدال برنز شده‌است.